# حادثة إس إس أركتك

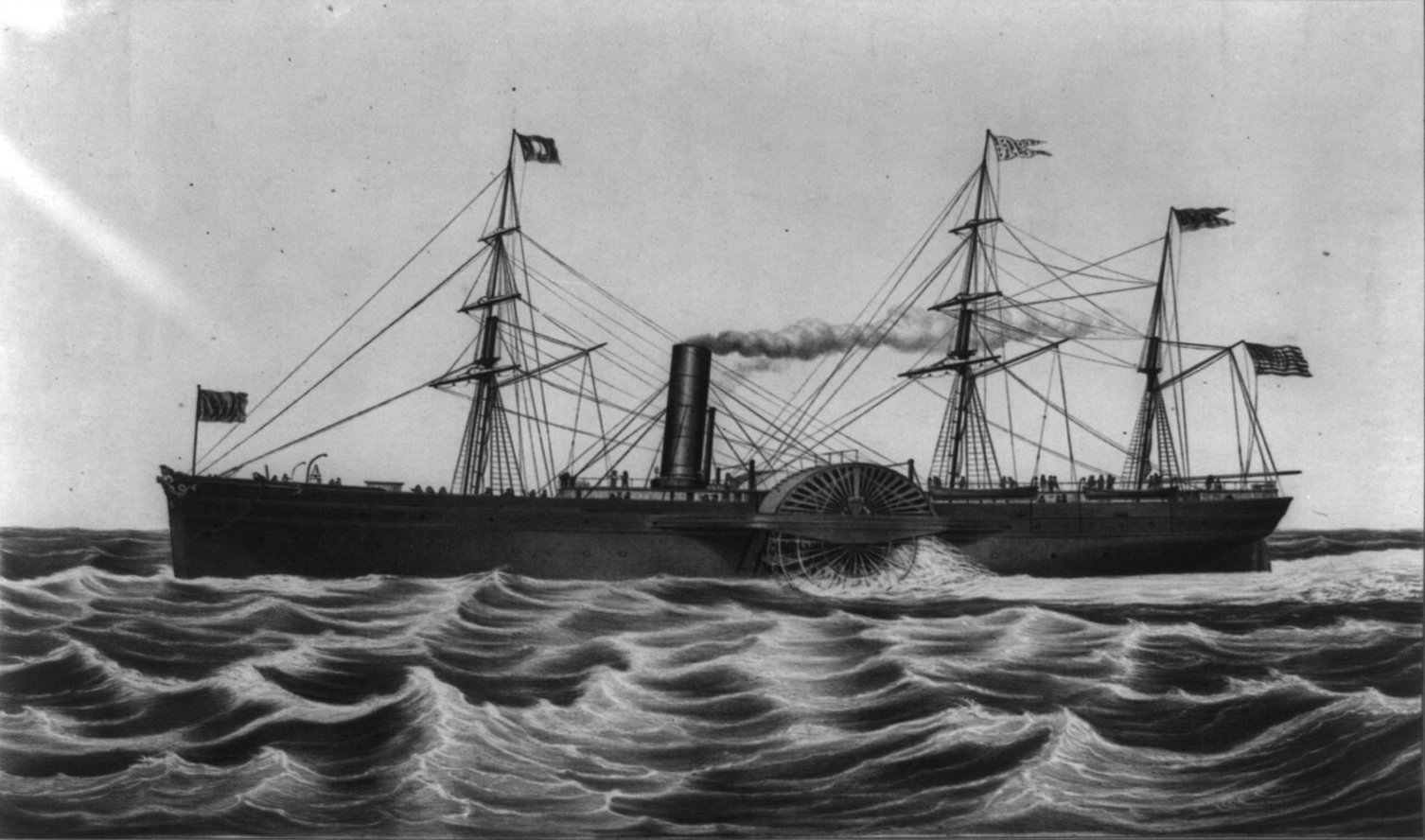
اس اس بعد انشائها عام 1850.

غرقت الباخرة الدولابية اس اس اركتك التي تمتلكها نيويورك كولنز لاين في 27 سبتمبر 1854 بعد اصطدامها مع مركب اس اس فيستا الصغير على بعد 50 ميلاً (80 كم) من نيوفاوندلاند.
تشير قائمة الطاقم والركاب إلى وجود 400 راكب على متنها نجى منهم 88 معظمهم من الطاقم كل النساء والأطفال على متن السفينة لقوا حتفهم.
اركتيك كانت الأكبر والأكثر شهرة من باخرات كولنز الأربعة التي كانت تعمل على نقل المسافر العادي عبر المحيط الأطلسي وخدمة نقل البريد منذ 1850.
بعد الاصطدام حاول قبطان اركتيك جيمس لوس مساعدة مركب فيستا المتضرر والذي ظن بأنه في خطر وشيك من الغرق، عندها اكتشف بأن مركبته قد نزلت تحت خط الماء لذا قرر توجيهها إلى أقرب يابسة على أمل الحصول على الأمان.فشلت خطته وتوقفت المحركات بينما كانت الباخرة بعيدة عن اليابسة.
سعة قارب النجاة كانت تكفي لأقل من نصف الركاب ولكن حصل عدم انضباط في النظام والترتيب وأخذ الركاب الرجال وأعضاء الطاقم معظم المركب.البقية كانوا يحاولون وضع طوق النجاة ولكن معظمهم لم يكونوا قادرين على مغادرة الباخرة وغرقوا معها بعد أربع ساعات من الاصطدام.تمكنت فيستا التي كانت تبدو في خطر مميت من الوصول إلى الميناء في سانت بون نيو فوندلاند.
وصل اثنان من قوارب النجاة الستة إلى شاطئ نيوفاوندلاند بأمان وأنقذت باخرة عابرة قارباً آخر وبعض الناجين من أطواق النجاة كان من ضمن الناجين الكابتن لوس والذي غرق مع السفينة ثم عاد إلى السطح واختفت قوارب النجاة المتبقية دون أثر.
أخرت مكاتب التلغراف المحدودة آنذاك وصول خبر فقدان اركتيك لنيويورك إلى أسبوعين من الغرق وما لبث أن تبدل حزن العامة على فقدان الباخرة إلى غضب على جبن الطاقم.
لم يحمّل أحد المسؤولية القانونية بالرغم من دعوة الصحافة إلى تحقيق كامل بشأن الكارثة وصُرف النظر عن المطالبات بأخذ المزيد من تدابير السلامة على سفن نقل المسافرين.
تقاعد لوس الذي برأته العامة عن اللوم واختار بعض الطاقم الناجين عدم العودة إلى الولايات المتحدة. استمرت كولنز لاين في خدمة المحيط الأطلسي حتى أدى افلاسها والخسائر البحرية المتتالية إلى إغلاقها عام 1858.

## معلومات أساسية

### النقل البحري عبر المحيط الأطلسي
أحدثت تجارة النقل البحري عبر المحيط الأطلسي في الربع الثاني من القرن التاسع عشر ثورة بدعم من البواخر العريقة كانت التطورات في الإبحار تدريجية وكان البحارة متأثرين بالنظريات المشهورة بأن السفن لن تحمل فحم كافٍ لاجتياز المحيط.
رفضت هذه النظرية في 1838 عندما تقاطعت باخرة اسامبارد كينجدوم برونيل اس اس قريت ويسترن مع اس اس سيروس الأمريكية.
أكملت قريت ويسترن العبور من بريستول إلى نيويورك في 14 يوماً و 12 ساعة تبحر نحو الغرب مع الرياح السائدة أما الآن فتبحر السفن لخمسة أسابيع أو أكثر.
أول خط نقل بحري بدأ بخدمات البواخر عبر المحيط الأطلسي هي شركة بريتش اند نورث أمريكان رويال ميل ستين باكيت والمعروفة باسم خط كونارد باسم مؤسسها الكندي صامويل كونارد. بدأ تشغيلها في 4 يوليو 1840 عندما غادرت ار ام اس البريطانية ليفربول إلى بوسطن عبر هاليفاكس نوفا سكوشيا. تسلمت خطوط كونارد دعماً من الحكومة البريطانية وإدارة بريد الولايات المتحدة بوصفها أهم ناقلة بريد عبر المحيط الأطلسي وهذه النقطة الأخيرة أزعجت بعض الأمريكيين الذين شعروا بأن الخطوط المحلية أولى بأن تستفيد من ذلك.
كان السيناتور جيمس أي ممن حثوا الكونغرس على دعم خطوط السفن البخارية الأمريكية:«ستسأم أمريكا عما قريب من السيادة البحرية البريطانية أقترح أن يمنح الكونغرس خبراء شحن أمريكيون مختارون بعناية حرية التصرف المطلقة لبدء الاستيلاء على كونارد».
في 1854 دعا مدير مؤسسة البريد إلى مناقصات لعقد نقل البريد عبر المحيط الأطلسي وأُعلن عن المزايد الناجح في 3 مارس 1847 وهو مالك سفن نيويورك ادوارد نايت كولنز.

### كولنز لاين

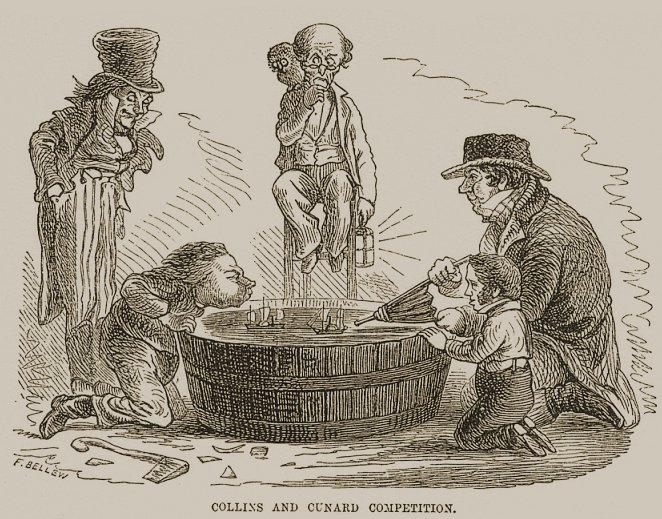
رسوم متحركة في 1852 تصور التنافس بين كولنز وكونارد.

حققت الحكومة وعدها ب 385 الف سنوياً مبدئيا مع دعم بنك الاستثمار الرائد براون بروذرز.
انشئ كولنز شركة سفن نقل البريد البخارية الأمريكية في ليفربول ونيويورك المعروفة باسم خط كولنز وبدأ فوراً ببرنامج إنشاء السفن البخارية. أُنشئت أول سفينة من سفن كولنز لاين الأربعة اس اس اتلانتك في 1849 وشُغلت في أبريل 1850 وشغلت شقيقاتها الثلاث باسفيك واركتيك وبالتيك قبل نهاية 1850.
جميع السفن الأربعة المصنوعة من الخشب كانت شبيهة لبعضها في الحجم والأداء لكن كانت اركتيك الأكبر بفارق بسيط بـ 284 قدم (87م) في الحجم و 2.856 طن حسب مقياس الجمارك الأمريكية.
سفن خط كولنز الجديدة كانت أكبر بنسبة 25٪؜ من أكبر سفن كونارد وسريعاً ما تغلبت عليها فأصبح العبور في عشرة أيام معتاداً.شغلت اركتك في 26 أكتوبر 1850.
يجد تشارلز ديكنز والذي عبر الأطلسي على كونارد البريطانية في 1840 حجرته البريطانية مظلمة وضيقة «صندوق يائس» بينما الصالون القاتم كان«شقة ضيقة طويلة لا تختلف عن عربة نقل موتى عملاقة».
في اركتيك ووفقاً لأحد الركاب المحنكين تجاوزت حجرتها «في الراحة والأناقة أي سفينة تجارية كانت بريطانيا العظمى تمتلكها في ذلك الحين» وفي صالونها الرئيسي «جو من الفخامة الشرقية».
يقودها جيمس لوس وهو من قدامى المحاربين ويبلغ من العمر 49 عاماً ويبحر لثلاثين سنة.
اركتيك هي الأكثر شهرة من سفن كولنز، سجلت عبورها القياسي من نيويورك إلى ليفربول في تسعة أيام وسبع عشرة ساعة في شتاء 52-1851 لتحصل على لقب “ قاصة البحار".
كان لوس يحظى بإعجاب الركاب لما له من صفات اجتماعية ولمهاراته البحرية. كتب مراسل لمجلة هاربرز الشهيرة«إذا كنت ترغب في عبور المحيط الأطلسي ستجد في اركتك أحد أنبل السفن وفي الكابتن لوس أحد أفضل القادة.»

## الرحلة الأخيرة

### من ليفربول إلى جراند بانكس

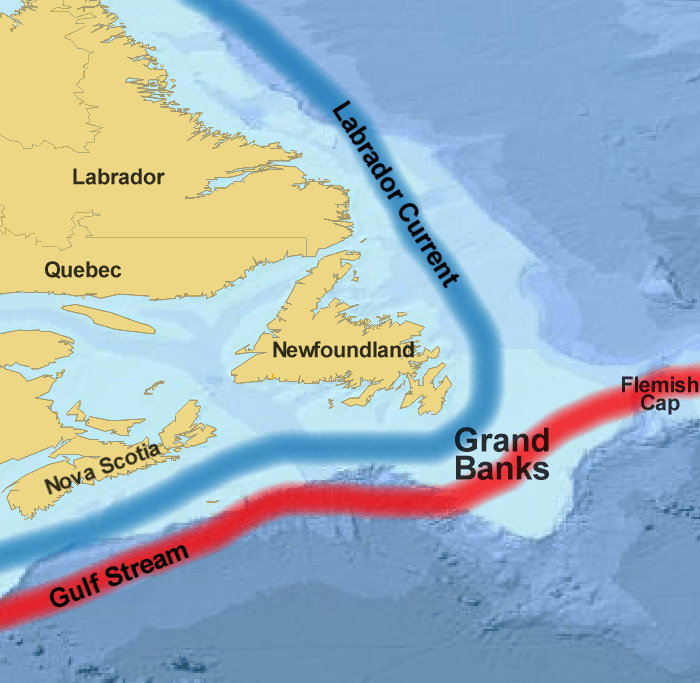
خريطة لمنطقة جراند بانكس تظهر تيارات لابرادور وتيار الخليج العكسي.

في منتصف نهار 20 سبتمبر 1854 غادرت أركتيك من ليفربول إلى نيويورك وهي تحمل ما بين 250 إلى 300 راكب (بما في ذلك ما لا يقل عن 100 من النساء والأطفال الصغار) وحوالي 150 من أعضاء الطاقم.
وكان من بين الركاب السيدة إدوارد كولينز زوجة مؤسس الخط والتي كانت تسافر مع ابنتها البالغة من العمر 19 عاماً وابنها البالغ من العمر 15 عاماً مع شقيقها وزوجته.
وأيضاً عائلة براون المالكة لمصرف وهم ابن رئيس المصرف وليام براون وزوجته كلارا ورضيعهما واختا ويليام.
وأيضا من ضمن الركاب ويليام روبرت ابن القبطان لوس البالغ من العمر 11 عاماً والذي يعاني من إعاقات جزئية كان يعتقد القبطان أن صحته ستتحسن من هذه الرحلة.
مرت اركتيك على كيب كلير في أقصى جنوب ايرلندا في وقت مبكر من صباح يوم 21 سبتمبر ودخلت المحيط الأطلسي المفتوح مقتربة من سرعتها القصوى لـ 13 عقدة (15 ميلا في الساعة). تقدمت في الطقس المستقر بلا توان وفي وقت مبكر من يوم 27 سبتمبر وصلت إلى جراند بانكس قبالة سواحل نيوفاوندلاند.
تتكون هذه المنطقة من سلسلة من الهضاب المغمورة والضحلة نسبياً والتي تشكل جزءاً من الجرف القاري الكندي. تلتقي المياه شبه القطبية في تيار لابرادور بالمياه الدافئة في اتجاه الشمال هنا في قولف ستريم لتكوّن طقساً يتميّز بالضباب.
كان المعتاد أن على البواخر الحفاظ على الحد الأقصى للسرعة في هذه الظروف وعلى الرغم من المساعدات الإلكترونية للملاحة خطر الاصطدام كان كبيراً واعتُبر حفظ المواعيد الزمنية مهم جداً ولا سيما في خط كولينز حيث ذكر ألكسندر براون في حساباته لعام 1962 «لا مجال للسفن البخارية في هذا الوقت».
لاحظ لوس في صباح يوم 27 سبتمبر أحوال طقس جراند بانكس المعتادة:«ضباب كثيف يليه وضوح يكفي لرؤية ميل أو ميلين.»

### الاصطدام
في ظهيرة يوم 27 سبتمبر حسب لوس موقع السفينة على بعد 50 ميلاً (80 كم) جنوب شرق كيب رايس في نيوفاوندلاند.
بعد ذلك بوقت قصيرعادت اركتيك إلى الضباب رأى برج المراقبة ظل باخرة تنزل بمعدل حوالي 10 عقد. أعطى التحذير وأمر ضابط المراقبة «الانعطاف إلى الميمنة» وأمر غرفة المحرك للتوقف والرجوع.
سمع القبطان هذه الأوامر وعاد إلى سطح السفينة حينها ضربت اركتيك باخرة متقدمة على الجانب الأيمن بين المقدمة وعجلة التجديف.
كان لوس يعتقد بأن سفينته «لم يلحق بها أي ضرر» وبالنسبة لمعظم من كانوا على متن السفينة بدت الضربة طفيفة وجُمع العديد من الركاب في المقصورة قبل الغداء بعضهم كانوا يشاركون في كتابة عدد اليانصيب اليوم بناءً على عدد الأميال التي سارتها اركتيك في الأربع والعشرين ساعة السابقة.
في الصالون شعر الراكب ويليام جيون «بصدمة طفيفة لم تكن الا هزة» وتابع محادثته مع زميله الراكب: «لم يتقبل أي منا في ذلك الوقت فكرة أن اركتيك تعرضت للضرر».
كانت السفينة البخارية التي اصطدمت باركتيك هي إس إس فيستا وهي سفينة فرنسية لها مشغل حديدي تستخدمها شركة كبيرة لصيد السمك لنقل موظفيها من وإلى مركز عملياتهم في جزيرة سانت بيير في نيوفاوندلاند.
بالنسبة لأولئك الذين كانوا على سطح أركتيك بدا أن فيستا لحقت بها أضرار قاتلة واعتقد لوس أن مقدمتها «بدت وكأنها قطعت أو سُحقت لعشر أقدام كاملة».
أول ما فعله اعتقاداً منه أن سفينته الخاصة لم تتضرر هي مساعدة فيستا، التي كانت مشاهد الهلع والفوضى بين البحارة البالغ عددهم 200 شخص والصيادين الذين كانوا على متنها جلية وأمر كبير ضباطه روبرت غورلي بإنزال إحدى قوارب النجاة الست في اركتيك بطاقم مكون من ستة أفراد للتأكد من المساعدة التي يمكن تقديمها وفي هذه الأثناء دارت اركتيك ببطء حول السفينة المنكوبة كان قارب غورلي سريعًا وأُعد قارب آخر لإطلاقه تحت قيادة ويليام بالهام ولكن قبل أن يتم ذلك ألغى لوس الأمر.
كان قد لاحظ تغييرا في حركة عجلات مجداف اركتيك من خلال المياه ورأى أيضا أن السفينة كانت مائلة ومتضررة لذا أمر بالهام بإجراء فحص دقيق للنقطة المتضررة فوجد بالهام أن الحطام من مرساة فيستا الحديدية خرق الخشب من هيكل اركتيك ما أدى إلى ثقوب كبيرة بحوالي ثمانية عشر سم فوق خط المياه. على عكس فيستا فلم تكن اركتيك مجهّزة بمقصورات مانعة للماء لذا كان الهيكل مفتوحًا من المقدمة إلى المؤخرة.

### الارتباك والذعر

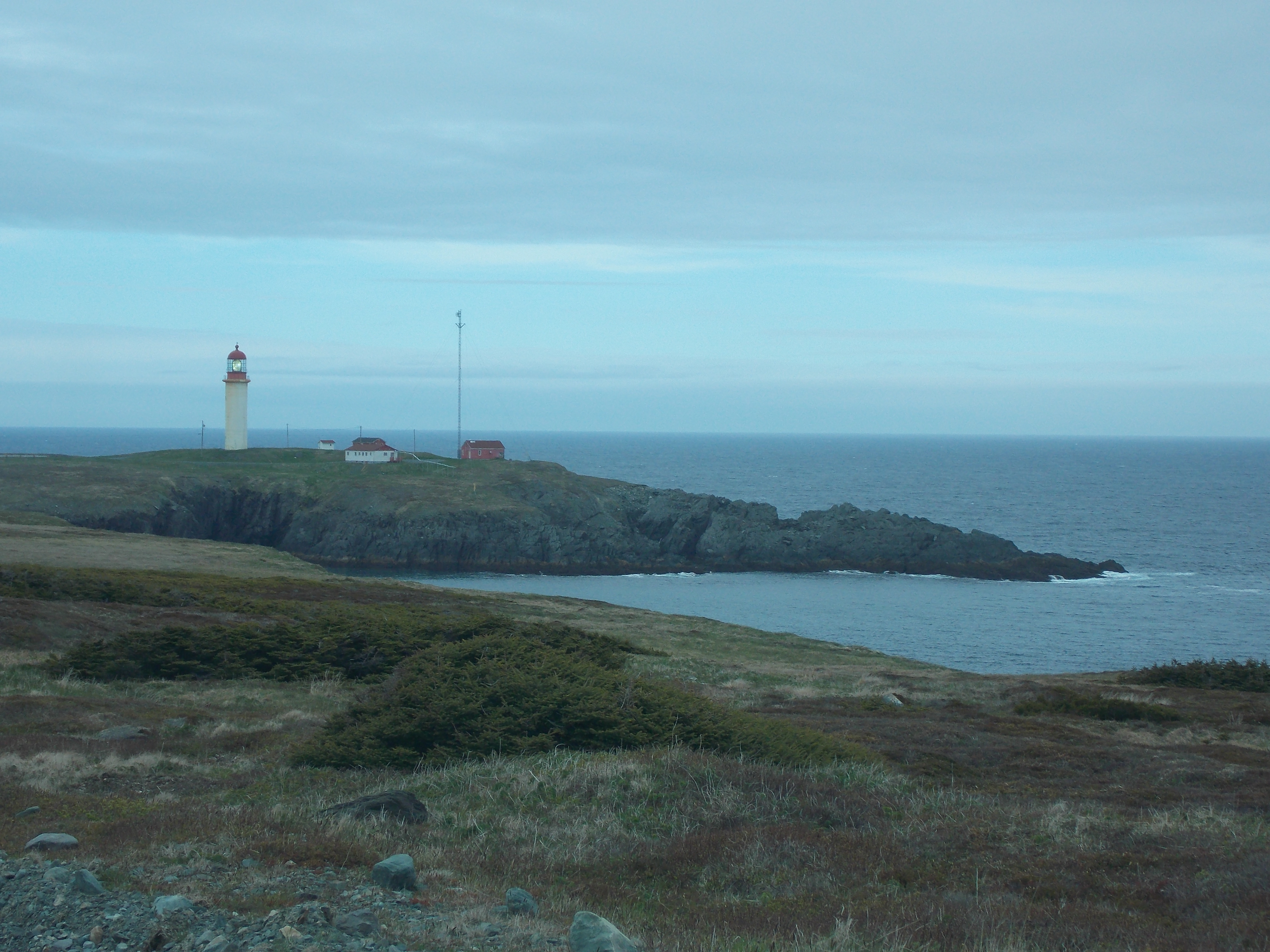
كيب ريس، نيوفاوند لاند أقرب يابسة لنقطة الاصطدام.

#### الإسراع نحو اليابسة
عندما قام بالهام بالفحص، لاحظ آخرون مدى الضرر وبدأت حالة من القلق تتطور مع انتشار الأخبار.
ومع ضخ أربع مضخات للسفينة بكامل طاقتها، حاول لوس إيقاف التسرب عن طريق تمرير مركب كبير على ظهر السفينة. كان يأمل أن يتم تثبيته على الثقوب الموجودة في الهيكل لتقليل تدفق المياه، لكن الحطام المتعرج الذي كان يبرز من الهيكل سرعان ما مزق الشراع.
حاول نجار السفينة ملء الاختراقات بالمفارش والمواد الأخرى لكن الثقوب كانت تحت خط الماء ليوصل إليها.
وبعد إدراكه أن سفينته كانت تواجه خطرًا بالغًا من الغرق قرر لوس التوجه لأقرب يابسة على أمل الوصول إلى الأمان بينما كانت اركتيك لا تزال عائمة. كانت كيب ريس على بعد حوالي أربع ساعات إن بقيت السفينة تتحرك ويعني هذا القرار التخلي عن فستا لكن لوس كان يعتقد أن السفينة الفرنسية من المحتمل أن تغرق في أي لحظة وأن البقاء معها قد يحكم لركابه وطاقمه نفس المصير.
بعد المحاولة عبثاً الإشارة إلى نيته لغورلاي وطاقمه الذين تُركوا ليتدبروا أمرهم أمر لوس بالإسراع إلى الأمام وبعد بضع دقائق جرفت اركتيك قارب نجاة اطلقته فيستا وقُتل جميع ركابه باستثناء واحد منهم، معظمهم سحقوا تحت عجلات مجداف اركتيك كان الناجي الوحيد أحد الصيادين فرانسوا جاسونيه والذي قفز ونُقل على متن اركتيك بحبل.